# Capelopterum phormio
Capelopterum phormio är en insektsart som beskrevs av Ronald Gordon Fennah 1950. Capelopterum phormio ingår i släktet Capelopterum och familjen sköldstritar. Inga underarter finns listade i Catalogue of Life.